# Soria, Mexiko
Soria är en ort i Mexiko.   Den ligger i kommunen San Miguel de Allende och delstaten Guanajuato, i den centrala delen av landet, 230 km nordväst om huvudstaden Mexico City. Soria ligger 1 819 meter över havet och antalet invånare är 412.
Terrängen runt Soria är huvudsakligen kuperad, men norrut är den platt. Soria ligger nere i en dal. Runt Soria är det ganska tätbefolkat, med 134 invånare per kvadratkilometer. Närmaste större samhälle är San Miguel de Allende, 13,4 km nordost om Soria. I omgivningarna runt Soria växer huvudsakligen savannskog.